# Anatoli Bougorski
Anatoli Petrovitch Bougorski (russe : Анатолий Петрович Бугорский), né le 25 juin 1942 en Russie soviétique, est un physicien essentiellement connu pour avoir été accidentellement traversé en 1978 par le faisceau de protons d'un accélérateur de particules (U-70 (en)) alors le plus puissant d'URSS. Pendant qu'il inspectait l'instrument dans le cadre de son travail de thèse, le faisceau principal a traversé son crâne (de la nuque vers le nez) provoquant différentes lésions mais le laissant en vie et apte à soutenir son doctorat nonobstant le pronostic des médecins soviétiques.

## Description de l'incident

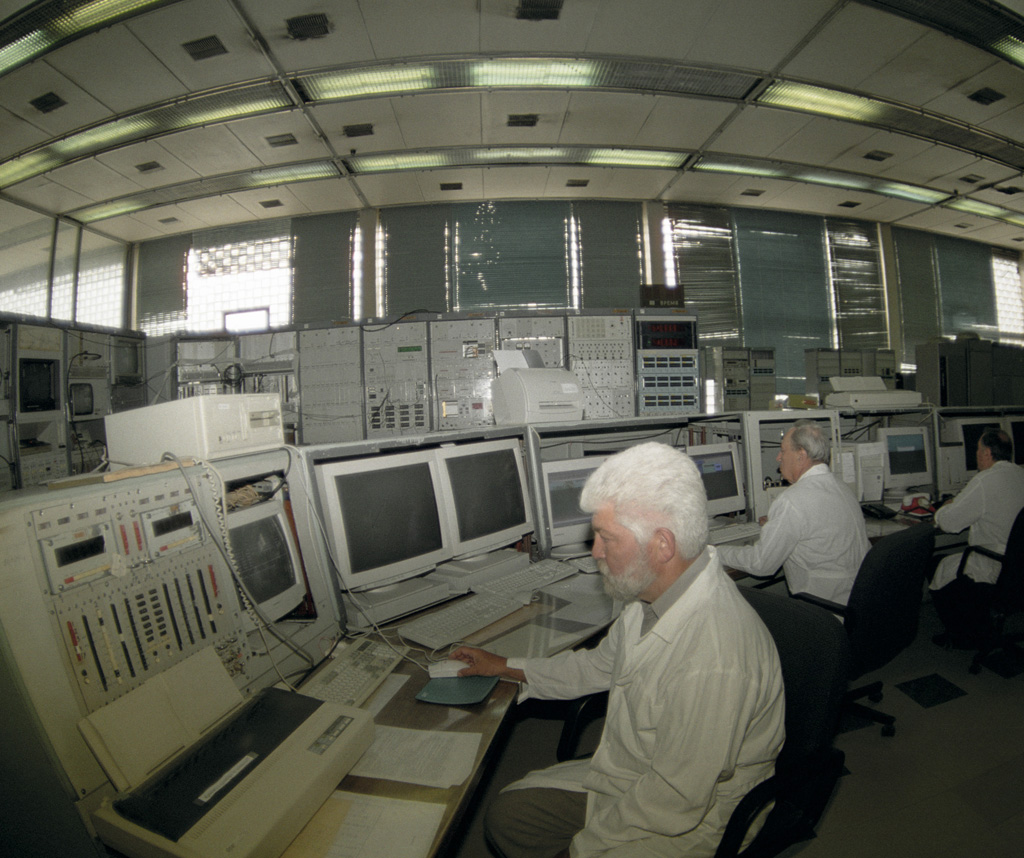
La salle de contrôle de l'Institut de physique des hautes énergies de Protvino en 2001.

Le 13 juillet 1978, dans le cadre de son travail de doctorat à l'Institut de physique des hautes énergies  de Protvino, Anatoli Bougorski vérifiait un équipement défectueux sur le synchrotron à protons U-70 lorsque les mécanismes de sécurité ont disjoncté. Bougorski était penché au-dessus de l'équipement lorsqu'il s'est coincé la tête dans le faisceau de 76 GeV. Il aurait vu un éclair « plus brillant que mille soleils » mais ne ressentait aucune douleur. Dans les jours qui ont suivi l'incident, la peau du chercheur s'est décollée suivant le trajet du faisceau de particules. Le corps médical ne lui prédisait alors que quelques jours de survie, mais il n'eut à subir qu'une paralysie du côté gauche du visage ainsi qu'une perte d'audition.